# Campyloneurus tibialis
Campyloneurus tibialis är en stekelart som beskrevs av Günther Enderlein 1920. Campyloneurus tibialis ingår i släktet Campyloneurus och familjen bracksteklar. Inga underarter finns listade.